# Компьютерное обозрение
«Комп'ютерний Огляд» — російськомовне видання, засноване в травні 1995 року і націлене на професіоналів в галузі ІТ. До 2010 року «Комп'ютерний Огляд» виходив в паперовому вигляді і був першим в Україні повнокольоровим тижневиком. Починаючи з 2011 р. проект перейшов в електронний вигляд — щотижня виходить дайджест.
Аудиторію видання становлять як ті, хто пропонує на ринку IT-продукти, рішення та сервіси, так і ті, хто займається впровадженням інформаційних технологій в компаніях різного рівня і масштабу.
Редакція видання щодня готує більше 20-ти новин і репортажів, які висвітлюють найактуальніші теми. Регулярно публікуються бліц-опитування думки учасників ринку зі злободенних питань.
Персональні блоги на ko.com.ua ведуть як професійні журналісти, так і експерти ринку. На сайті видання є анонси профільних заходів галузі, а також інформація про акції ІТ-компаній.